# Горьков, Александр Юрьевич
Александр Юрьевич Горьков (10 января 1953, Москва — 27 февраля 2023, Москва) — российский военачальник. Начальник Зенитных ракетных войск ВВС Российской Федерации (2000—2008), генерал-лейтенант. Заслуженный военный специалист Российской Федерации, лауреат Премии Правительства Российской Федерации за значительный вклад в развитие Военно-воздушных сил (2012).

## Биография
Родился 10 января 1953 года в Москве в семье военнослужащего.
Отец — Юрий Александрович Горьков (1928—2005), генерал-полковник, командующий 10-й отдельной Краснознамённой армией ПВО (1979—1983), начальник штаба — первый заместитель командующего войсками Московского округа ПВО (1983—1988).
В 1975 году с отличием окончил Минское высшее инженерное зенитное ракетное училище ПВО. После окончания училища служил на командных должностях в Войсках ПВО страны. Командовал зенитным ракетным дивизионом. В 1984 году с отличием окончил Военную командную академию ПВО имени Г. К. Жукова в городе Калинине (ныне — Тверь).
По окончании академии служил командиром зенитного ракетного полка, заместителем командира дивизии ПВО. В 1995 году окончил Военную академию Генерального штаба Вооруженных сил РФ.
В 1995—1998 годах — командир дивизии ПВО. В 1998—2000 годах — заместитель командующего войсками ордена Ленина Московского округа ВВС и ПВО по вооружению.
С сентября 2000 по февраль 2008 года — начальник Зенитных ракетных войск Российской Федерации.
В запасе по достижении предельного возраста пребывания на военной службе с февраля 2008 года.
Работал в должности советника генерального директора в АО «МКБ «Факел» (Химки). Жил в Москве.
Лауреат премии Правительства Российской Федерации (17.12.2012 — за значительный вклад в развитие Военно-воздушных сил). Заслуженный военный специалист Российской Федерации (14.02.2007). Генерал-лейтенант.
Скончался 27 февраля 2023 года на 71-м году жизни.

## Награды
- Орден «За военные заслуги» (23 февраля 1998);
- Орден «За службу Родине в Вооружённых Силах СССР» III степени;
- Медали СССР;
- Медали Российской Федерации;
- Премия Правительства Российской Федерации за значительный вклад в развитие Военно-воздушных сил (17 декабря 2012) — за высокие достижения в исследованиях, имеющих для Военно-воздушных сил важное теоретическое и практическое значение и используемых при организации и проведении оперативной и боевой подготовки в Военно-воздушных силах[2].